# Pies Descalzos
«Pies Descalzos» (укр. «Босоніж») — офіційний дебютний альбом колумбійської співачки Шакіри, виданий 17 лютого 1996 року лейблом Sony Music. Альбом став комерційним проривом співачки в порівнянні з попередніми двома промо-альбомами: «Peligro» і «Magia».

## Список композицій
1. «Estoy Aquí» 3:52
2. «Antología» 4:14
3. «Un Poco de Amor» 4:01
4. «Quiero» 4:10
5. «Te Necesito» 4:00
6. «Vuelve» 3:53
7. «Te Espero Sentada» 3:24
8. «Pies Descalzos, Sueños Blancos» 3:25
9. «Pienso En Ti» 2:25
10. «¿Dónde Estás Corazón?» 3:51
11. «Se Quiere, Se Mata» 3:38